# Ultimate Mortal Kombat 3
Ultimate Mortal Kombat 3 (communément abrégé UMK3) est un jeu vidéo de combat, développé et édité par la société américaine Midway en 1995 sur borne d'arcade,. UMK3 constitue une évolution de Mortal Kombat 3, l'histoire est donc en tout point identique.

## Contenu
Ultimate Mortal Kombat 3 est publié sur borne d'arcade en novembre 1995 aux États-Unis, il s'agit d'une mise à jour de Mortal Kombat 3. Elle comprend principalement de nouveaux personnages, de nouveaux coups spéciaux et de nouvelles arènes,. La version Sega Saturn est développée par Eurocom, il s'agit d'une conversion issue directement de l'arcade,. La première version de Mortal Kombat 3 devait être à l'origine publiée sur Saturn, mais Sony ayant acquis l'exclusivité sur les consoles 32-bits durant une période de six mois, l'éditeur Williams Entertainment profite du planning pour publier la mise à jour provenant de l'arcade sur la console de Sega. Ultimate Mortal Kombat 3 est porté aussi sur les consoles 16-bits, Mega Drive et Super Nintendo,,. New Level Software s'occupe de développer la version 3DO Interactive Multiplayer, mais en raison de retards de développement, la sortie du jeu est finalement annulée.
Ultimate Mortal Kombat 3 comporte de nouveaux modes de jeu, le mode « 4 Player 2 On 2 Kombat », où chaque joueur sélectionne deux combattants qui combattront l'un à la suite de l'autre. Le second mode est un mode tournoi où huit personnages sont sélectionnés dans des combats avec des phases éliminatoires,. Remporter un tournoi octroie au joueur la possibilité d'ouvrir les trésors de Shao Kahn, ils sont affichés à l'écran sous forme de symboles. Douze symboles sont présentés, pour avoir accès aux quatre premiers symboles, le joueur doit remporter le tournoi dans le niveau de difficulté « Novice ». Pour les six symboles, il est nécessaire de gagner le tournoi avec la difficulté « Warrior », huit symboles en « Master » et tous les symboles sont accessibles en terminant avec le niveau « Double Master ». Certaines arènes possèdent plusieurs plans au moment où le joueur finit son adversaire à l'aide d'un uppercut, tels que des rails d'un métro ou des lames en bas d'un pont.
Absent dans Mortal Kombat 3, Scorpion revient dans la liste des personnages jouables, Jade, personnage secret de Mortal Kombat II, apparaît également dans cette version Ultimate en tant que personnage jouable. Le jeu totalise 22 combattants dont certains se débloquent à l'aide de manipulation. Dans la sélection des personnages, trois cases sont grisées, elles sont représentées par trois personnages cachés : Mileena apparue la première fois dans Mortal Kombat II, Ermac qui est à l'origine une ligne de code pour signaler un bug dans les premières versions d'arcade du premier jeu, et Classic Sub-Zero, le personnage original de Sub-Zero du premier Mortal Kombat. Deux autres personnages secrets sont également présents, la version humaine de Smoke et Noob Saibot, incarné par l'ombre de Kano dans la version Saturn.

## Liste des personnages

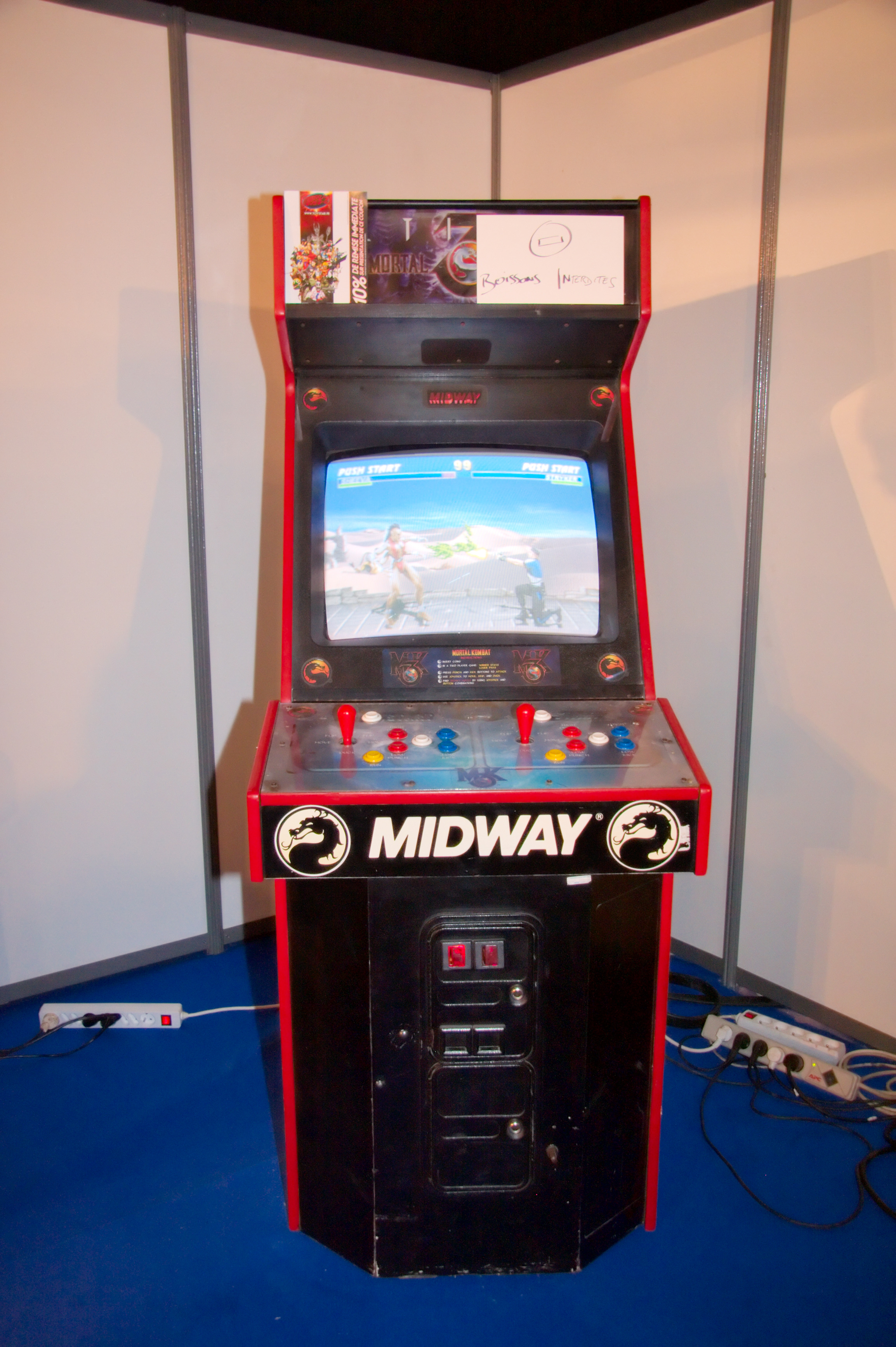
Borne d'arcade dUltimate Mortal Kombat 3.

- Liu Kang
- Kung Lao
- Sonya Blade
- Jax Briggs
- Kano
- Sub-Zero
- Shang Tsung
- Stryker
- Nightwolf
- Kabal
- Sindel
- Cyrax
- Sektor
- Sheeva
- Smoke
- Kitana [s]
- Jade [s]
- Ermac [s]
- Human Smoke [s]
- Rain [c]
- Noob Saibot [c]

 ^ c.  versions consoles 
 ^ s.  personnages secrets

## Nouveautés
- Stryker possède un nouveau mouvement, le machine pistol, mais ses grenades ont maintenant un délai, de sorte qu'il ne puisse pas bombarder l'adversaire.
- Kano a une nouvelle attaque dans ses mouvements spéciaux.
- Liu Kang et Sonya ont de nouveaux combos.
- Dorénavant, seul l'uppercut envoie la victime dans le stage d'au-dessus (dans le cas où c'est possible).
- La puissance de Kabal a été réduite. Ses combos font moins de dommages et certains mouvements ont été modifiés.
- La puissance de Sub-Zero a été réduite. Il ne peut plus créer un clone de glace à côté de l'adversaire pour le geler sur place. S'il essaye, le clone ne se formera pas.
- Bicycle Kick, coup spécial de Liu Kang, diminue la barre de course.
- Il en va de même avec le leg grab move de Sonya sauf dans le version Super Nes.
- Les missiles de Jax sont moins puissants.
- Le Friendship de Sonya a été changé.
- Exécuter un Roundhouse (coup de pied arrière) dans un des coins du stage ne coince plus le personnage dans ce coin.
- La lance de Smoke ne sort plus après un combo de quatre coups ou plus. L'animation de cette lance a d'ailleurs été modifiée.
- Quand Shang Tsung utilise ses fireball qui sortent du sol, pour pouvoir l'exécuter une nouvelle fois, il doit d'abord utiliser deux coups différents (ou plus).
- L'intelligence artificielle du CPU a été améliorée .
- Ajout des Trésors de Kahn (Démonstration de fatality, etc).
- Le portail rouge de l'écran Choose your Destiny (« Choisissez votre destin »), de MK3, est désormais bleu.
- Les fins des personnages sont désormais composées d'un texte et de l'image Versus du combattant (dans MK3, les images étaient diverses).
- À l'écran Choose your Destiny, une difficulté supplémentaire a été ajoutée, « Master ».
- Les combats d'endurances du premier Mortal Kombat ont fait leur retour, et le joueur peut combattre au maximum trois adversaires à la suite dans un même round.
- Quand Shang Tsung se transforme en un autre combattant, le nom de ce dernier est maintenant annoncé.
- Dans les crédits de fin, quand l'image de Dan Forden est montré, le fameux son « Toasty ! » est joué.

## Portages
Comme tous les Mortal Kombat de son temps, UMK3 a débuté sur arcade, avant d'être porté sur consoles, où il a subi plusieurs changements.

### Saturn
- Le stage The Bank est de nouveau disponible.
- De nouveaux Kombat Kodes ont été ajoutés, et certains de l'arcade ne fonctionnent plus.
- Les Ultimate Kombat Kodes (pour débloquer les personnages secrets), ont 6 emplacements au lieu de 10.
- Noob Saibot est de nouveau un Kano noir, alors qu'il est un Ninja noir dans la version arcade, comme dans la version Super Nintendo.
- Shang Tsung peut se transformer en Smoke, ce qui n'est pas possible sur arcade.

### Super Nintendo et Mega Drive
- Les Animality ont disparu.
- Sonya n'a pas le même Friendship.
- Les Brutality ont fait leur apparition. C'est une nouvelle forme de Fatality, très difficile à réaliser, ou la victime subit un combo très long qui finit par la faire exploser.
- Le trésor de Shao Kahn a 10 emplacements au lieu de 12.
- Les Fatality de Ermac ont été changées.
- La fatality de Kitana Kiss of Death n'enflamme maintenant que la tête du joueur.
- La fatality de Scorpion Hellraiser est différente. Dorénavant, les deux joueurs sont téléportés dans le stage Hell où la victime y est brûlée.
- Sheeva n'est plus jouable.
- Rain et Noob Saibot sont jouables.
- Mileena, Ermac et Classic Sub-Zero sont jouables dès le début, sans avoir besoin de codes comme dans la version arcade.
- Motaro et Shao Kahn peuvent être débloqués (via un code) pour le combat entre deux joueurs humains, mais seul un des joueurs peut choisir un boss.
- Quasiment tous les stages de MK3 ne sont plus disponibles.
- La voix de l'annonceur (à l'écran de sélection des combattants) a également été supprimée.
- L'écran avec le logo UMK3 sur fond de squelettes bleutés a été modifié ; la plupart de ces squelettes ont été remplacés par du noir.

### Xbox 360
En 2006, le jeu a été adapté par Digital Eclipse sur Xbox 360 via le Xbox Live Arcade; le jeu propose un mode de jeu en ligne. 

### Port Nintendo DS
Midway Games a porté/réédité le jeu sous le nom Ultimate Mortal Kombat sur Nintendo DS le 7 décembre 2007, qui se révèle être une version enrichie d'Ultimate Mortal Kombat 3.
Au lancement de la partie, Ultimate Mortal Kombat regroupe l'épisode de 1996, mais aussi le mini-jeu Puzzle Kombat issu de Mortal Kombat: Mystification sorti sur PS2, Xbox et GameCube en 2004. Afin de maintenir un certain niveau de challenge, divers bonus sont à débloquer au cours du jeu, sous la forme de personnages et autres trésors à acquérir dans des combats bien précis.